# Filippa Idéhn
Filippa Idéhn, född 15 augusti 1990 i Jönköping, är en svensk handbollsmålvakt. Hon har spelat i Sveriges landslag och har IK Cyrus som moderklubb. Hon spelar sedan 2023 i det danska klubblaget Ikast Håndbold.

## Klubbkarriär
Filippa Idéhn började spela handboll som 12-åring med IK Cyrus. Säsongen 2007/2008 var hon målvakt i IF Hallby HK, vars lag spelade i division 2. Säsongen därefter spelade hon för Sävsjö HK i division 1. 2009 skrev Idéhn kontrakt med Spårvägens HF i svenska damelitserien. Tre år senare kom hon till  svenska mästarlaget IK Sävehof. Med IK Sävehof vann hon tre raka SM-titlar. Från 2015 spelade hon för danska Team Esbjerg. 2016 vann hon danska mästerskapet med klubben. Från säsongen 2017 till 2019 var hon spelare i den franska klubben Brest Bretagne HB. Hösten 2019 kom hon till  Silkeborg-Voel KFUM. Efter ett år flyttade hon till rumänska CS Minaur Baia Mare, men återvände efter ett år till Silkeborg-Voel KFUM. Från sommaren 2023 har hon kontrakt med Ikast Håndbold.

## Landslagskarriär
Filippa Idéhn har spelat 131 landskamper för Sverige. Hon spelade sin landskampsdebut i Möbelringens cup mot Tyskland 2011.Hennes främsta merit är ett brons vid EM 2014 som var hennes första internationella mästerskap. Idéhn har sedan spelat alla mästerskapsturneringar för Sverige fram till OS i Tokyo 2020. Hon deltog däremot i olympiska sommarspelen 2016 i Rio de Janeiro, Brasilien.